# أطفال كاليفورنيا المنسيون
أطفال كاليفورنيا المنسيون (بالإنجليزية: California's Forgotten Children) هو فيلم وثائقي أمريكي طويل من إخراج ميلودي سي ميللر. الحائز على جائزة أفضل فيلم وثائقي في مهرجان سوهو السينمائي الدولي 2018، يتبع الفيلم مجموعة متنوعة من الناجين الصامدين الذين تغلبوا على الاستغلال الجنسي التجاري للأطفال ويغيرون العالم من خلال ضمان عدم إهمال أي طفل. يعرض الفيلم قصصًا من منشورات المحامية كاريسا فيلبس، والباحث الأكاديمي مينه دانغ، والناشطة ليا أولبرايت-بيرد، والمعالج نيكولاس خضرا، والمربية راشيل توماس.
يدعم الفيلم قصص الناجين بالإحصاءات الحالية ووجهات نظر الاستغلال الجنسي من المتخصصين في الخدمات الاجتماعية وإنفاذ القانون والمدافعين ورعاية الأطفال مثل كاليفورنيا ضد العبودية، والتحالف من أجل إلغاء الرق والاتجار، وإنقاذ البراءة، والتحفيز والإلهام، ودعم وخدمة الشباب المستغَلين جنسيًا، والمركز الوطني لقانون الشباب، وقسم شرطة أوكلاند، وقسم شرطة لوس أنجلوس، ونساء منطقة خليج ضد الاغتصاب، وتحالف الناجين، وحركة شادي، وهيت ووتش، ومجموعة سويرز التعليمية، وبريدجيت دريم، وغيرها الكثير.
يركز الفيلم الوثائقي على من تم تجريمهم ظلماً في النظام القضائي، التلاعب والإكراه من قبل الأسرة والأصدقاء والقائمين على الرعاية، واستغلتها صناعات العبودية المتعددة.
في 26 يونيو 2019 عُرض الفيلم في مجلس الشيوخ الأمريكي لتثقيف واضعي السياسات المطبقين لقوانين مكافحة الاتجار بالبشر. تم تكريمها في قمة الولايات المتحدة للمرأة في مايو 2018.
على الصعيد الدولي من خلال مهرجانات الأفلام والعروض المجتمعية والمدارس، يستمر الفيلم الوثائقي في تثقيف الجماهير وتعبئة العمل لمساعدة ضحايا الاتجار بالجنس مع الأطفال.